# Campionati canadesi di sci alpino
I Campionati canadesi di sci alpino sono una competizione sciistica che si svolge ogni anno, generalmente nel mese di marzo, in una diversa stazione sciistica canadese. Organizzati dalla Federazione sciistica del Canada (Canadian Snowsports Association), decretano il campione e la campionessa canadesi di ogni disciplina sciistica attraverso una singola gara. Sono ammessi anche sciatori di altre nazionalità e pertanto alcuni titoli sono stati conquistati da atleti non canadesi.
La prima edizione del 1929 ha visto lo svolgimento del solo slalom speciale al maschile, mentre la competizione femminile sarà introdotta nel 1935, anno durante il quale è stata introdotta anche la combinata femminile. Dal 1937 si assegnano entrambi i titoli della discesa libera e quello dello slalom gigante maschile, che al femminile verrà aggiunto al programma di gare dal 1940. Dal 1983 si disputa la prova del supergigante femminile, che per gli sciatori si terrà dall'anno successivo.
Dal 2008 la combinata, il cui titolo è stato messo in palio saltuariamente, è stata sostituita dalla supercombinata.

## Albo d'oro

### Discesa libera
| Edizione | Uomini                        | Donne                         |
| -------- | ----------------------------- | ----------------------------- |
| 1937     | Pierre Francioli Svizzera     | Grace Carter Stati Uniti      |
| 1938     | Bob Smith-Johannsen           | -                             |
| 1939     | Percy Bold                    | -                             |
| 1940     | Ted Paris                     | Dorothy Michaels              |
| 1947     | Hector Sutherland             | Rhonda Wurtele                |
| 1948     | Peter Johnson                 | Dorothy Burden                |
| 1949     | Jean Pazzi Francia            | Rhonda Wurtele                |
| 1950     | André Brtrand                 | Dagmar Rom Austria            |
| 1951     | Hector Sutherland             | Rhonda Wurtele                |
| 1952     | G. Covant                     | Anita Gathe                   |
| 1953     | Guttorm Berge Norvegia        | Licille Wheeler               |
| 1954     | André Brtrand                 | Monique Langlais              |
| 1955     | Ralph Miller Stati Uniti      | Carlyn Kruger                 |
| 1956     | Glenn Fraser                  | Susan Christmas               |
| 1957     | Dave Jacobs                   | Gigi Seguin                   |
| 1958     | Verne Anderson                | Beverley Anderson Stati Uniti |
| 1959     | Les Streeter                  | Anne Heggtveit                |
| 1960     | non assegnato                 | non assegnato                 |
| 1961     | Heli Summerauer               | Vicki Rutledge                |
| 1962     | Jean-Guy Brunet               | Linda Crutchfield             |
| 1963     | Jean-Guy Brunet               | Nancy Greene                  |
| 1964     | Jean-Guy Brunet               | Linda Crutchfield             |
| 1965     | Scott Henderson Gerry Rinaldi | Nancy Greene                  |
| 1966     | Scott Henderson               | Nancy Greene                  |
| 1967     | Ken Phelps Stati Uniti        | Karen Budge Stati Uniti       |
| 1968     | non assegnato                 | non assegnato                 |
| 1969     | Keith Shepherd                | Laurie Kreiner                |
| 1970     | non assegnato                 | non assegnato                 |
| 1971     | Dave Currier Stati Uniti      | Judy Crawford                 |
| 1972     | non assegnato                 | non assegnato                 |
| 1973     | non assegnato                 | non assegnato                 |
| 1974     | Gary Aiken                    | Betsy Devin Stati Uniti       |
| 1975     | Ken Read                      | Kathy Kreiner                 |
| 1976     | Ken Read                      | Karen Cloutier                |
| 1977     | non assegnato                 | non assegnato                 |
| 1978     | Ken Read                      | Kathy Kreiner                 |
| 1979     | Ken Read                      | Loni Klettl                   |
| 1980     | Ken Read                      | Laurie Graham                 |
| 1981     | Robin McLeish                 | Gerry Sorensen                |
| 1982     | Urs Räber Svizzera            | Dianne Lehodey                |
| 1983     | Steve Podborski               | Gerry Sorensen                |
| 1984     | Steve Podborski               | Diane Haight                  |
| 1985     | Steven Lee Australia          | Laurie Graham                 |
| 1986     | Donald Stevens                | Karen Percy                   |
| 1987     | Brian Stemmle                 | Liisa Savijarvi               |
| 1988     | Steven Lee Australia          | Laurie Graham                 |
| 1989     | Mike Carney                   | Lucie Laroche                 |
| 1990     | Felix Belczyk                 | Lucie Laroche                 |
| 1991     | Ed Podivinsky                 | Kerrin Lee-Gartner            |
| 1992     | Roman Torn                    | Kerrin Lee-Gartner            |
| 1993     | John Mealey                   | Kerrin Lee-Gartner            |
| 1994     | Ralf Socher                   | Kate Pace                     |
| 1995     | Ed Podivinsky                 | Lindsey Roberts               |
| 1996     | Ed Podivinsky                 | Kate Pace                     |
| 1997     | Graydon Oldfield              | Kate Pace                     |
| 1998     | Daimion Applegath             | Jennifer Mickelson            |
| 1999     | Kevin Wert                    | Emily Brydon                  |
| 2000     | non assegnato                 | non assegnato                 |
| 2001     | Kevin Wert                    | Mélanie Turgeon               |
| 2002     | Erik Guay                     | Anne-Marie LeFrançois         |
| 2003     | non assegnato                 | non assegnato                 |
| 2004     | François Bourque              | Emily Brydon                  |
| 2005     | John Kucera                   | Emily Brydon                  |
| 2006     | Jeffrey Frisch                | Britt Janyk                   |
| 2007     | Erik Guay                     | Shona Rubens                  |
| 2008     | John Kucera                   | Larisa Yurkiw                 |
| 2009     | Jeffrey Frisch                | Shona Rubens                  |
| 2010     | Manuel Osborne-Paradis        | Britt Janyk                   |
| 2011     | Kelby Halbert                 | Britt Janyk                   |
| 2012     | non assegnato                 | non assegnato                 |
| 2013     | Manuel Osborne-Paradis        | Larisa Yurkiw                 |
| 2014     | Morgan Pridy                  | Roni Remme                    |
| 2015     | non assegnato                 | non assegnato                 |
| 2016     | Morgan Pridy                  | Valérie Grenier               |
| 2017     | Tyler Werry                   | Stefanie Fleckenstein         |
| 2018     | non assegnato                 | non assegnato                 |
| 2019     | non assegnato                 | non assegnato                 |
| 2020     | non assegnato                 | non assegnato                 |
| 2021     | non assegnato                 | non assegnato                 |
| 2022     | non assegnato                 | non assegnato                 |
| 2023     | non assegnato                 | non assegnato                 |

### Supergigante
| Edizione | Uomini                   | Donne                       |
| -------- | ------------------------ | --------------------------- |
| 1983     | -                        | Lynn Lacasse                |
| 1984     | Jim Read                 | Laurie Graham               |
| 1985     | Mike Brown Stati Uniti   | Karen Percy                 |
| 1986     | Derek Trussler           | Karen Percy                 |
| 1987     | Jim Read                 | Karen Percy                 |
| 1988     | Leonhard Stock Austria   | Karen Percy                 |
| 1989     | Felix Belczyk            | Kendra Kobelka              |
| 1990     | David Duchesne           | Nancy Gee                   |
| 1991     | Rob Boyd                 | Michelle McKendry           |
| 1992     | Reggie Crist Stati Uniti | Michelle McKendry           |
| 1993     | Éric Villiard            | Michelle McKendry           |
| 1994     | Ralf Socher              | Michelle McKendry           |
| 1995     | Brian Stemmle            | Mélanie Turgeon             |
| 1996     | non assegnato            | non assegnato               |
| 1997     | Ryan Oughtred            | Mélanie Turgeon             |
| 1998     | Darin McBeath            | Emily Brydon                |
| 1999     | Brian Stemmle            | Allison Forsyth             |
| 2000     | non assegnato            | non assegnato               |
| 2001     | Kevin Wert               | Anne-Marie LeFrançois       |
| 2002     | Erik Guay                | Britt Janyk                 |
| 2003     | Erik Guay                | non assegnato               |
| 2004     | Vincent Lavoie           | Emily Brydon                |
| 2005     | John Kucera              | Emily Brydon                |
| 2006     | John Kucera              | Britt Janyk                 |
| 2007     | Jeffrey Frisch           | Shona Rubens                |
| 2008     | John Kucera              | Larisa Yurkiw               |
| 2009     | Robbie Dixon             | Britt Janyk                 |
| 2010     | Erik Guay                | Britt Janyk                 |
| 2011     | Jeffrey Frisch           | Britt Janyk Madison McLeish |
| 2012     | non assegnato            | non assegnato               |
| 2013     | Jeffrey Frisch           | Marie-Michèle Gagnon        |
| 2014     | Benjamin Thomsen         | Madison Irwin               |
| 2015     | Brodie Seger             | Candace Crawford            |
| 2016     | Manuel Osborne-Paradis   | Marie-Michèle Gagnon        |
| 2017     | Tyler Werry              | Georgia Burgess             |
| 2018     | non assegnato            | non assegnato               |
| 2019     | James Crawford           | non assegnato               |
| 2020     | non assegnato            | non assegnato               |
| 2021     | non assegnato            | non assegnato               |
| 2022     | Jeffrey Read             | Katrina Van Soest           |
| 2023     | Kyle Alexander           | Britt Richardson            |

### Slalom gigante
| Edizione | Uomini                      | Donne                   |
| -------- | --------------------------- | ----------------------- |
| 1937     | Pierre Francioli Svizzera   | -                       |
| 1940     | Art Coles                   | Dorothy Michaels        |
| 1948     | Peter Johnson               | Dorothy Burden          |
| 1960     | Fred Tommy                  | Jacqueline Thibaul      |
| 1961     | non assegnato               | non assegnato           |
| 1962     | Jean-Guy Brunet             | Nancy Greene            |
| 1963     | Rod Hebron                  | Linda Crutchfield       |
| 1964     | Willi Forrer Svizzera       | Nancy Greene            |
| 1965     | Rod Hebron                  | Nancy Greene            |
| 1966     | Scott Henderson             | Joan Hannah Stati Uniti |
| 1967     | Rod Hebron                  | Nancy Greene            |
| 1968     | Keith Shepherd              | Nancy Greene            |
| 1969     | Peter Duncan                | Sue Graves              |
| 1970     | Bill McKay                  | Diana Gibson            |
| 1971     | Jim Hunter                  | Karen Budge Stati Uniti |
| 1972     | Masami Ichimura Giappone    | Ginny Honeyman          |
| 1973     | Jim Hunter                  | Betsy Clifford          |
| 1974     | Alain Cousineau             | Kathy Kreiner           |
| 1975     | Jim Hunter                  | Betsy Clifford          |
| 1976     | Jim Hunter                  | Kathy Kreiner           |
| 1977     | Jim Hunter                  | Kathy Kreiner           |
| 1978     | John Hilland                | Kathy Kreiner           |
| 1979     | Peter Monod                 | Judy Richardson         |
| 1980     | Peter Monod                 | Lynn Lacasse            |
| 1981     | Peter Monod                 | Josée Lacasse           |
| 1982     | Jim Read                    | Lynn Lacasse            |
| 1983     | Michael Tommy               | Liisa Savijarvi         |
| 1984     | Jim Read                    | Andrea Bédard           |
| 1985     | Jim Read                    | Andrea Bédard           |
| 1986     | Jim Read                    | Josée Lacasse           |
| 1987     | Alain Villiard              | Josée Lacasse           |
| 1988     | Tiger Shaw Stati Uniti      | Karen Percy             |
| 1989     | Alain Villiard              | Karen Percy             |
| 1990     | Robbie Parisien Stati Uniti | Josée Lacasse           |
| 1991     | Éric Villiard               | Annie Laurendeau        |
| 1992     | Thomas Grandi               | Michelle McKendry       |
| 1993     | Thomas Grandi               | Mélanie Turgeon         |
| 1994     | Chris Puckett Stati Uniti   | Edith Rozsa             |
| 1995     | Thomas Grandi               | Mélanie Turgeon         |
| 1996     | Thomas Grandi               | Mélanie Turgeon         |
| 1997     | Thomas Grandi               | Allison Forsyth         |
| 1998     | Thomas Grandi               | Allison Forsyth         |
| 1999     | Vincent Lavoie              | Allison Forsyth         |
| 2000     | Jean-Philippe Roy           | Allison Forsyth         |
| 2001     | Jean-Philippe Roy           | Allison Forsyth         |
| 2002     | Jean-Philippe Roy           | Britt Janyk             |
| 2003     | Thomas Grandi               | Britt Janyk             |
| 2004     | Jean-Philippe Roy           | Britt Janyk             |
| 2005     | François Bourque            | Geneviève Simard        |
| 2006     | John Kucera                 | Christina Lustenberger  |
| 2007     | Erik Guay                   | Britt Janyk             |
| 2008     | Erik Guay                   | Émilie Desforges        |
| 2009     | John Kucera                 | Geneviève Simard        |
| 2010     | Brad Spence                 | Britt Janyk             |
| 2011     | Jan Hudec                   | Marie-Michèle Gagnon    |
| 2012     | non assegnato               | non assegnato           |
| 2013     | Trevor Philp                | Marie-Michèle Gagnon    |
| 2014     | Tyler Werry                 | Marie-Pier Préfontaine  |
| 2015     | David Donaldson             | Marie-Pier Préfontaine  |
| 2016     | Trevor Philp                | Marie-Michèle Gagnon    |
| 2017     | Trevor Philp                | Valérie Grenier         |
| 2018     | Trevor Philp                | Valérie Grenier         |
| 2019     | Erik Read                   | Marie-Michèle Gagnon    |
| 2020     | non assegnato               | non assegnato           |
| 2021     | Liam Wallace                | Kiara Alexander         |
| 2022     | Liam Wallace                | Sarah Bennett           |
| 2023     | Justin Alkier               | Cassidy Gray            |

### Slalom speciale
| Edizione | Uomini                     | Donne                         |
| -------- | -------------------------- | ----------------------------- |
| 1929     | Harald Paumgarten Austria  | .                             |
| 1932     | Frank Campbell             | .                             |
| 1933     | John Blair                 | .                             |
| 1935     | -                          | Madeleine McNichols           |
| 1936     | Douglas Mann               | -                             |
| 1937     | Pierre Francioli Svizzera  | -                             |
| 1938     | Karl Ringer Germania       | -                             |
| 1939     | Louis Georges              | -                             |
| 1940     | Art Coles                  | Gertrude Wepsala              |
| 1947     | Bob Richardson             | Dorothy Burden                |
| 1948     | Peter Johnson              | Ila Lacasse                   |
| 1949     | Georges Panisset Francia   | Lucienne Schmith Francia      |
| 1950     | Egon Schöpf Austria        | Dagmar Rom Austria            |
| 1951     | Bob Richardson             | Rhonda Wurtele                |
| 1952     | Dewey Davidson Stati Uniti | June McKenzie                 |
| 1953     | Guttorrn Berge Norvegia    | Rosemary Schutz               |
| 1954     | Tom Corcoran Stati Uniti   | Rosemary Schutz               |
| 1955     | Egil Stigum Stati Uniti    | Monique Langlais              |
| 1956     | Shaun Fripp                | Susan Christmas               |
| 1957     | Chiharu Igaya Giappone     | Gigi Seguin                   |
| 1958     | Rudy Ruana Stati Uniti     | Beverley Anderson Stati Uniti |
| 1959     | D’Arcy March               | Anne Heggtveit                |
| 1960     | Arnold Midgley             | Lois Lebouthiller             |
| 1961     | Jean-Guy Brunet            | Nancy Holland                 |
| 1962     | Rod Hebron                 | Linda Crutchfield             |
| 1963     | Rod Hebron                 | Nancy Greene                  |
| 1964     | Gerry Rinaldi              | Nancy Greene                  |
| 1965     | André Pomerleau            | Nancy Greene                  |
| 1966     | Scott Henderson            | Wendy Allen Stati Uniti       |
| 1967     | Scott Henderson            | Nancy Greene                  |
| 1968     | Rod Hebron                 | Nancy Greene                  |
| 1969     | Peter Duncan               | Judi Leinweber                |
| 1970     | Kenny Corrock Stati Uniti  | Rosie Fortna Stati Uniti      |
| 1971     | Tyler Palmer Stati Uniti   | Karen Budge Stati Uniti       |
| 1972     | Masami Ichimura Giappone   | Diane Pratte                  |
| 1973     | Paul Carson                | Betsy Clifford                |
| 1974     | Phil Graves                | Betsy Clifford                |
| 1975     | Jim Hunter                 | Kathy Kreiner                 |
| 1976     | Jim Hunter                 | Betsy Clifford                |
| 1977     | Steve Podborski            | Kathy Kreiner                 |
| 1978     | Peter Monod                | Vanita Haining                |
| 1979     | Raymond Pratte             | Betsy Clifford                |
| 1980     | Peter Monod                | Anne Blackburn-Larose         |
| 1981     | Peter Monod                | Diane Haight                  |
| 1982     | Peter Monod                | Lynn Lacasse                  |
| 1983     | François Jodoin            | Liisa Savijarvi               |
| 1984     | Michael Tommy              | Andrea Bédard                 |
| 1985     | Gordon Perry               | Andrea Bédard                 |
| 1986     | Jim Read                   | Josée Lacasse                 |
| 1987     | Alain Villiard             | Julie Klotz                   |
| 1988     | Jack Miller                | Josée Lacasse                 |
| 1989     | Alain Villiard             | Sonja Rusch                   |
| 1990     | Rob Crossan                | Josée Lacasse                 |
| 1991     | Alain Villiard             | Sonja Rusch                   |
| 1992     | Rob Crossan                | Annie Laurendeau              |
| 1993     | Rob Crossan                | Nancy Gee                     |
| 1994     | Stanley Hayer              | Kateřina Tichý Rep. Ceca      |
| 1995     | Stanley Hayer              | Edith Rozsa                   |
| 1996     | Stanley Hayer              | Mélanie Turgeon               |
| 1997     | Thomas Grandi              | Edith Rozsa                   |
| 1998     | Thomas Grandi              | Allison Forsyth               |
| 1999     | Munroe Hunsicker           | Anna Prchal                   |
| 2000     | Michael Tichy              | Allison Forsyth               |
| 2001     | Jean-Philippe Roy          | Anna Prchal                   |
| 2002     | Thomas Grandi              | Geneviève Simard              |
| 2003     | Thomas Grandi              | Britt Janyk                   |
| 2004     | Michael Janyk              | Britt Janyk                   |
| 2005     | Patrick Biggs              | Emily Brydon                  |
| 2006     | Michael Janyk              | Brigitte Acton                |
| 2007     | Paul Stutz                 | Shona Rubens                  |
| 2008     | Paul Stutz                 | Shona Rubens                  |
| 2009     | Michael Janyk              | Shona Rubens                  |
| 2010     | Michael Janyk              | Marie-Michèle Gagnon          |
| 2011     | Julien Cousineau           | Marie-Michèle Gagnon          |
| 2012     | Trevor Philp               | Marie-Michèle Gagnon          |
| 2013     | Erik Read                  | Marie-Michèle Gagnon          |
| 2014     | Erik Read                  | Marie-Michèle Gagnon          |
| 2015     | Erik Read                  | Erin Mielzynski               |
| 2016     | Phil Brown                 | Marie-Michèle Gagnon          |
| 2017     | Phil Brown                 | Erin Mielzynski               |
| 2018     | Erik Read                  | Erin Mielzynski               |
| 2019     | Jeffrey Read               | Laurence St-Germain           |
| 2020     | non assegnato              | non assegnato                 |
| 2021     | Liam Wallace               | Sarah Bennett                 |
| 2022     | Simon Fournier             | Sarah Bennett                 |
| 2023     | Liam Wallace               | Eleri Smart                   |

### Combinata
| Edizione | Uomini                      | Donne                         |
| -------- | --------------------------- | ----------------------------- |
| 1935     | -                           | Madeleine McNichols           |
| 1937     | Pierre Francioli Svizzera   | Peggy Harlin                  |
| 1938     | Bob Smith-Johannsen         | Gertrude Wepsala              |
| 1939     | Ted Paris                   | Gertrude Wepsala              |
| 1940     | Art Coles                   | Dorothy Michaels              |
| 1947     | Pierre Jalbert              | Dorothy Burden                |
| 1948     | Peter Johnson               | Dorothy Burden                |
| 1949     | Georges Panisset Francia    | Lucienne Schmith Francia      |
| 1950     | Egon Schöpf Austria         | Dagmar Rom Austria            |
| 1951     | Bob Richardson              | Rhonda Wurtele                |
| 1952     | C. Cowan                    | Anita Gathe                   |
| 1953     | Guttorrn Berge Norvegia     | Lucille Wheeler               |
| 1954     | André Bertrand              | Monique Langlais              |
| 1955     | Ralph Miller Stati Uniti    | Lucille Wheeler               |
| 1956     | John Clifford               | Susan Christmas               |
| 1957     | Art Tommy                   | Gigi Seguin                   |
| 1958     | Gerald Gannon               | Beverley Anderson Stati Uniti |
| 1959     | Jean Lessard                | Anne Heggtveit                |
| 1960     | Arnold Midgley              | Lois Lebouthiller             |
| 1961     | Arnold Midgley              | Vicki Rutledge                |
| 1962     | Rod Hebron                  | Linda Crutchfield             |
| 1963     | Peter Duncan                | Nancy Greene                  |
| 1964     | Jean-Guy Brunet             | Linda Crutchfield             |
| 1965     | André Pomerleau             | Nancy Greene                  |
| 1966     | Peter Duncan                | Nancy Greene                  |
| 1967     | -                           | Nancy Greene                  |
| 1968     | -                           | Nancy Greene                  |
| 1969     | -                           | Sue Graves                    |
| 1970     | -                           | Diana Gibson                  |
| 1971     | -                           | Karen Budge Stati Uniti       |
| 1972     | -                           | Ginny Honeyman                |
| 1973     | -                           | Betsy Clifford                |
| 1974     | -                           | Kathy Kreiner                 |
| 1975     | Jim Hunter                  | Betsy Clifford                |
| 1976     | Jim Hunter                  | Kathy Kreiner                 |
| 1977     | Jim Hunter                  | Jane Tidball                  |
| 1978     | Ken Read                    | Kathy Kreiner                 |
| 1979     | Dave Murray                 | Judy Richardson               |
| 1980     | Peter Monod                 | Anne Blackburn-Larose         |
| 1981     | Robin McLeish               | Diane Haight                  |
| 1987     | Jim Read                    | Kate Pace                     |
| 1988     | Roman Torn                  | Kerrin Lee-Gartner            |
| 1989     | David Duchesne              | Camilla Burks                 |
| 1990     | Ed Podivinsky               | Nancy Gee                     |
| 1991     | Alain Villiard              | Stephanie Hoolahan            |
| 1992     | Brett Grabowski Stati Uniti | Catherine Lussier             |
| 1993     | Sébastien Turgeon           | Nancy Gee                     |
| 1994     | Stanley Hayer               | Joanna Magee                  |
| 1995     | Ed Podivinsky               | Marie-Joëlle Clément          |
| 2001     | Jean-Philippe Roy           | Sara-Maude Boucher            |
| 2002     | Erik Guay                   | Britt Janyk                   |
| 2003     | non assegnato               | non assegnato                 |
| 2004     | Ryan Semple                 | Emily Brydon                  |
| 2005     | François Bourque            | Emily Brydon                  |
| 2006     | Paul Stutz                  | Véronique Archambault-Léger   |
| 2007     | non assegnato               | non assegnato                 |
| 2008     | John Kucera                 | Kelly McBroom                 |
| 2009     | Paul Stutz                  | Marie-Michèle Gagnon          |
| 2010     | Ryan Semple                 | Marie-Michèle Gagnon          |
| 2011     | Brad Spence                 | Marie-Michèle Gagnon          |
| 2012     | non assegnato               | non assegnato                 |
| 2013     | non assegnato               | non assegnato                 |
| 2014     | non assegnato               | non assegnato                 |
| 2015     | non assegnato               | non assegnato                 |
| 2016     | Trevor Philp                | Candace Crawford              |
| 2017     | non assegnato               | non assegnato                 |
| 2018     | non assegnato               | non assegnato                 |
| 2019     | non assegnato               | non assegnato                 |
| 2020     | non assegnato               | non assegnato                 |
| 2021     | non assegnato               | non assegnato                 |
| 2022     | non assegnato               | non assegnato                 |
| 2023     | non assegnato               | non assegnato                 |